# Jugoslavia ai Giochi olimpici

Bandiera del Regno di Jugoslavia dai Giochi olimpici del 1920 a quelli del 1936.

Bandiera della Jugoslavia dai Giochi olimpici del 1948 a quelli del 1992.

Bandiera della Repubblica Federale di Jugoslavia dai Giochi olimpici del 1996 a quelli del 2002.

La rappresentativa jugoslava ai Giochi olimpici ha rappresentato tra il 1920 e il 2002 il Regno di Jugoslavia, la Repubblica Socialista Federale di Jugoslavia e la Repubblica Federale di Jugoslavia e vi erano presenti gli atleti delle 6 regioni che componevano lo stato jugoslavo (Serbia, Slovenia, Croazia, Bosnia ed Erzegovina, Macedonia e Montenegro).
Ai XVI Giochi olimpici invernali parteciparono, per la prima volta, la rappresentativa della Slovenia e la rappresentativa croata separate da quella jugoslava, poiché le due nazioni ottennero la totale indipendenza da Belgrado nel giugno 1991.
In seguito alle guerre jugoslave la Jugoslavia non poté partecipare ai Giochi della XXV Olimpiade come Jugoslavia e vi partecipò come Partecipanti Olimpici Indipendenti (rappresentativa che comprendeva i soli atleti serbi, montenegrini e macedoni, visto che gli atleti bosniaci facevano parte della neonata rappresentativa bosniaca), mentre non poté partecipare ai XVII Giochi olimpici invernali.
Dai Giochi della XXVI Olimpiade ai XIX Giochi olimpici invernali la rappresentativa jugoslava comprendeva solo gli atleti di Serbia e Montenegro.
Nel 1984 i XIV Giochi olimpici invernali si disputarono a Sarajevo, l'attuale capitale bosniaca, allora in Jugoslavia.

## Medagliere storico

### Giochi olimpici estivi
| Giochi                 | Oro | Argento | Bronzo | Totale | Posizione |
| ---------------------- | --- | ------- | ------ | ------ | --------- |
| Anversa 1920           | 0   | 0       | 0      | 0      | -         |
| Parigi 1924            | 2   | 0       | 0      | 2      | 14ª       |
| Amsterdam 1928         | 1   | 1       | 3      | 5      | 21ª       |
| Los Angeles 1932       | 0   | 0       | 0      | 0      | -         |
| Berlino 1936           | 0   | 1       | 0      | 1      | 25ª       |
| Londra 1948            | 0   | 2       | 0      | 2      | 24ª       |
| Helsinki 1952          | 1   | 2       | 0      | 3      | 21ª       |
| Melbourne 1956         | 0   | 3       | 0      | 3      | 26ª       |
| Roma 1960              | 1   | 1       | 0      | 2      | 18ª       |
| Tokyo 1964             | 2   | 1       | 2      | 5      | 19ª       |
| Città del Messico 1968 | 3   | 3       | 2      | 8      | 16ª       |
| Monaco di Baviera 1972 | 2   | 1       | 2      | 5      | 20ª       |
| Montréal 1976          | 2   | 3       | 3      | 8      | 16ª       |
| Mosca 1980             | 2   | 3       | 4      | 9      | 14ª       |
| Los Angeles 1984       | 7   | 4       | 7      | 18     | 9ª        |
| Seul 1988              | 3   | 4       | 5      | 12     | 16ª       |
| Atlanta 1996           | 1   | 1       | 2      | 5      | 41ª       |
| Sydney 2000            | 1   | 1       | 1      | 3      | 44ª       |
| Totale                 | 28  | 31      | 31     | 90     |           |

### Giochi olimpici invernali
| Giochi                            | Oro | Argento | Bronzo | Totale | Posizione |
| --------------------------------- | --- | ------- | ------ | ------ | --------- |
| Chamonix-Mont-Blanc 1924          | 0   | 0       | 0      | 0      | -         |
| Sankt Moritz 1928                 | 0   | 0       | 0      | 0      | -         |
| Garmisch-Partenkirchen 1936       | 0   | 0       | 0      | 0      | -         |
| Sankt Moritz 1948                 | 0   | 0       | 0      | 0      | -         |
| Oslo 1952                         | 0   | 0       | 0      | 0      | -         |
| Cortina d'Ampezzo 1956            | 0   | 0       | 0      | 0      | -         |
| Innsbruck 1964                    | 0   | 0       | 0      | 0      | -         |
| Grenoble 1968                     | 0   | 0       | 0      | 0      | -         |
| Sapporo 1972                      | 0   | 0       | 0      | 0      | -         |
| Innsbruck 1976                    | 0   | 0       | 0      | 0      | -         |
| Lake Placid 1980                  | 0   | 0       | 0      | 0      | -         |
| Sarajevo 1984 (nazione ospitante) | 0   | 1       | 0      | 1      | 14ª       |
| Calgary 1988                      | 0   | 2       | 1      | 3      | 14ª       |
| Albertville 1992                  | 0   | 0       | 0      | 0      | -         |
| Nagano 1998                       | 0   | 0       | 0      | 0      | -         |
| Salt Lake City 2002               | 0   | 0       | 0      | 0      | -         |
| Totale                            | 0   | 3       | 1      | 4      |           |